# 布瓦里圣里克特吕德
布瓦里-圣里克特吕德（法語：Boiry-Sainte-Rictrude，法語發音：[bwaʁi sɛ̃ tʁiktʁyd]）是法国上法蘭西大區加来海峡省的一个市镇，属于阿拉斯区。

## 地理
布瓦里-圣里克特吕德（50°12'6"N, 2°45'18"E）面积5.81 平方千米，位于法国上法蘭西大區加来海峡省，该省份为法国北部沿海省份，西北濒北海，南至索姆省，东临北部省。
与布瓦里-圣里克特吕德接壤的市镇（或旧市镇、城区）包括：菲舍、阿丹费尔、阿耶特、布瓦里圣马丹、布瓦勒欧蒙、杜希莱阿耶特、昂德库尔莱朗萨尔。
布瓦里-圣里克特吕德的时区为UTC+01:00、UTC+02:00（夏令时）。

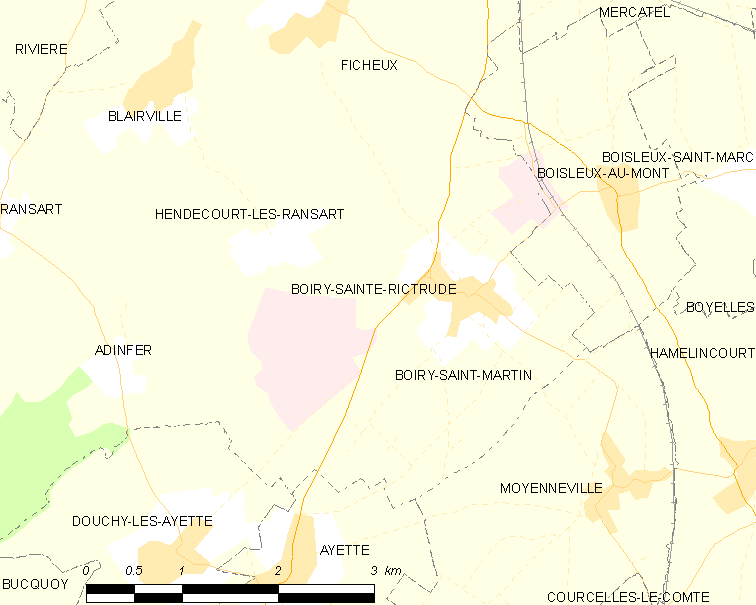
布瓦里-圣里克特吕德的OSM定位图

## 行政
布瓦里-圣里克特吕德的邮政编码为62175，INSEE市镇编码为62147。

## 政治
布瓦里-圣里克特吕德所属的省级选区为阿韦讷勒孔特县。

## 人口

1962-2008年间布瓦里-圣里克特吕德人口变化图示

布瓦里-圣里克特吕德于2022年1月1日时的人口数量为386人。